# 康斯坦丁·特奥多雷斯库

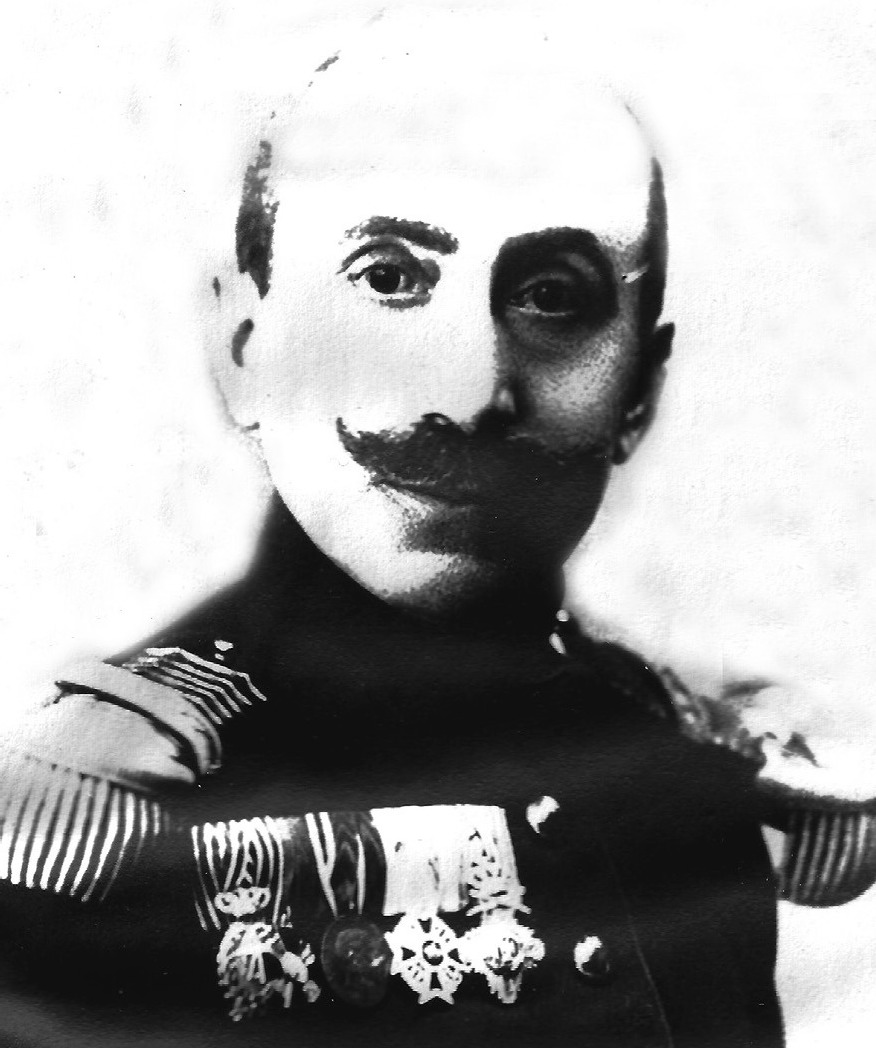
康斯坦丁·特奥多雷斯库

康斯坦丁·特奥多雷斯库（羅馬尼亞語：Constantin Teodorescu；1863年1月25日—1942年）是第一次世界大战中罗马尼亚军队的将军之一。他最为人所知的是在1916年的罗马尼亚战役中担任指挥官。
康斯坦丁·特奥多雷斯库于1881年至1883年间在布加勒斯特士官学校学习，毕业后被录取参加步兵和骑兵军事学校的毕业考试，并于1883年通过了考试，军衔为中尉。随后特奥多雷斯库在步兵部队或陆军高层担任过多个职务，其中最重要的是第2集团军副参谋长、伊尔福夫第4团团长。21岁，陆军部人事局高级处长或总参谋部动员科科长。
第一次世界大战期间，1916年8月14日至24日期间，他担任第17步兵师师长。第17师的任务是保卫图尔图卡亚桥头堡。
由于罗军上级军事领导（总司令部首长、第3集团军军长、第17师、第9师、第19师师长）指挥行为的错误，仅经过5天的战斗保加利亚-德国联军在图尔图卡亚战役中获胜。拉杜·罗塞蒂（Radu R. Rosetti）将军认为，特奥多雷斯库将军缺乏军事素养是输掉这场战斗的主要原因之一。1916年8月24日，他被解除了该师的指挥职务，随后被调往后方，例如担任第6步兵师的本土司令部司令。